# Patentklassifikation
Patentklassifikationen dienen der Ordnung von Patentdokumenten anhand der in ihnen beschriebenen technischen Sachverhalte. Sie ermöglichen eine Recherche von Patentdokumenten, die von der in ihnen benutzten Sprache und Terminologie unabhängig ist.

## Allgemeines
Die im Patentbereich genutzten Klassifikationen unterteilen die Technik in Teilbereiche und besitzen häufig eine monohierarchische Struktur (Baumstruktur). Die Anordnung der Unterteilungen einer Patentklassifikation wird als deren Klassifikationsverzeichnis bezeichnet. Die Kennzeichnung der Unterteilungen erfolgt durch Klassifikationssymbole und die Inhalte (Abdeckung) der Unterteilungen wird durch deren Titel festgelegt. Änderungen der Klassifikationsverzeichnisse werden als Revisionen bezeichnet und dienen der Anpassung der Patentklassifikationen an die technische Weiterentwicklung oder einer effizienteren Aufteilung.

## Einordnung der Patentdokumente in die Klassifikationssysteme
Die Einordnung eines Patentdokuments in eine Patentklassifikation erfolgt durch Zuordnung des (der) zutreffenden Klassifikationssymbols (Klassifikationssymbole). Diese Arbeit wird normalerweise von den Prüfern der zuständigen Patentämter durchgeführt. Hierbei können Technik-übergreifenden Patentdokumenten auch mehrere Klassifikationssymbole aus unterschiedlichen Bereichen einer Klassifikation zugeordnet werden. Werden die einem Patentdokument zugeordneten Klassifikationssymbole geändert, so spricht man von einer Reklassifizierung des Patentdokuments. Reklassifikation ist häufig einer Folge einer Revision einer Patentklassifikation.

## Nutzung für die Patentrecherche
Patentklassifikationen ermöglichen in Kombination mit entsprechenden Patent-Datenbanken (oder -Sammlungen), in denen Patentdokumente zusammen mit ihren Klassifikationsdaten gespeichert oder nach Klassifikationssymbolen abgelegt sind, die Sprach- und Terminologie-unabhängige Recherche von Patentdokumenten. Die Recherche erfolgt ausgehend von den Klassifikationssymbolen, wobei als Treffer alle Patentdokumente ausgegeben werden, denen das eingegebene Klassifikationssymbol zugeordnet wurde. Diese Art der Patentrecherche bietet neben der Text-Recherche eine wichtige Möglichkeit zur Ermittlung des Stands der Technik. Auch die kombinierte Klassifikations-Text-Recherche wird häufig genutzt.

## Kurzbeschreibung einzelner Patentklassifikationen
IPC (Internationale Patentklassifikation)
Mit Hilfe der IPC werden Patentdokumente seit 1975 weltweit einheitlich klassifiziert. Dies schafft eine Gemeinsamkeit, die eine schnelle und Länder-übergreifende Recherche von Patentdokumenten ermöglicht. Die IPC bildet zudem die Basis für feiner unterteilte Patentklassifikationen (CPC, DEKLA, FI).
Auch Ämter, die intern ein eigenes Klassifikationssystem nutzen (z. B.: EPA, USPTO, JPO), zeichnen ihre Patentdokumente nach der IPC aus. Die Auszeichnung geschieht in diesen Fällen zum Teil mittels Konkordanzlisten, was bei starken Unterschieden zwischen den Klassifikationssystemen häufig zu falsch vergebenen IPC-Symbolen führt. Dies war vor allem vor dem USPC-CPC-Wechsel des USPTO bei der Umwandlung der USPC-Daten der US-Dokumente in die entsprechenden IPC-Daten der Fall. In Patentdatenbanken sind heute normalerweise neben den ursprünglich vergebenen bibliographischen IPC-Daten auch die reklassifizierten bzw. auch die nachträglich vergebenen IPC-Daten für die Zeit vor 1975 verfügbar.
ECLA (Europäische Patentklassifikation)
Die ECLA war die interne Klassifikation des Europäischen Patentamts (EPA). Die ECLA war eine Erweiterung der IPC und enthielt etwa doppelt so viele Unterteilungen wie diese. Nach der ECLA wurde hauptsächlich die PCT-Minimum Dokumentation klassifiziert. Zum 1. Januar 2013 wurde die ECLA im Europäischen Patentamt durch die Cooperative Patent Classification (CPC) abgelöst.
CPC (Cooperative Patent Classification)
Die Cooperative Patent Classification ist eine gemeinsame Klassifikation des Europäischen Patentamts (EPA) und des US Patent- und Markenamts (USPTO). Beim EPA löste diese Klassifikation die bis dahin gültige ECLA zum 1. Januar 2013 ab. Ab Januar 2015 wurde beim USPTO ebenfalls die CPC Klassifikation eingeführt, welche die zuvor benutzte USPC Klassifikation ablöste (ausgenommen Patente für Saat- und Pflanzgut, Designpatente).
DEKLA (Deutsche Klassifikation)
Die DEKLA bildet zusammen mit der IPC die interne Klassifikation des Deutschen Patent- und Markenamts (DPMA). Die DEKLA ist eine Erweiterung der IPC und besitzt ca. 40.000 Unterteilungen. Die IPC und die DEKLA besitzen zusammen ca. 110.000 Unterteilungen. Die DEKLA / IPC dient den Prüfern des DPMA zur Pflege ihres Prüfstoffs (Patentdokumente, die für die Patentprüfung benötigt werden). Auf den deutschen Patentdokumenten wird ausschließlich die IPC abgebildet, die unabhängig von der DEKLA / IPC vergeben wird.
FI (file index)
FI ist die interne Klassifikation des Japanischen Patentamts (JPO, Japan Patent Office). FI ist wie die CPC und die DEKLA eine Erweiterung der IPC und wird ausschließlich für die Klassifizierung japanischer Patentdokumente genutzt. Nicht alle IPC-Revisionen sind in das FI-System übertragen worden, so dass dieses in einigen Bereichen noch auf alten Ausgaben der IPC beruht. Dies sollte bei der Suche nach und der Recherche mit FI-Symbolen berücksichtigt werden.
F-term
Das F-term-System ist ein weiteres Klassifikationssystem, dass für die Klassifizierung japanischer Patentdokumente genutzt wird. Das F-term System wurde in Anlehnung an die IPC bzw. FI entwickelt (d. h. technische Bereich von IPC bzw. FI wurden parallel im F-term-System umgesetzt), besitzt aber einen völlig anderen Aufbau. Hier werden Patentdokumente teilweise nach anderen Gesichtspunkten als in der IPC / FI klassifiziert. Zudem werden die Dokumente in einem bestimmten technischen Bereich nach mehreren Gesichtspunkten klassifiziert (Multiaspekt-Klassifikation), was sehr spezifische Suchanfragen ermöglicht.
USPC (US classification system)
Die USPC ist die interne Klassifikation des US Patent- und Markenamts (USPTO, United States Patent and Trademark Office) und wird ausschließlich für die Klassifikation von US-Patentdokumenten genutzt. Die USPC besitzt einen anderen Aufbau als die IPC, was bei der automatischen Erzeugung der, auf den US-Patentdokumenten abgebildeten, IPC-Symbolen zu Fehlern führt (siehe oben). Bei der Recherche nach US-Patentdokumenten ist daher die Nutzung der USPC vorteilhafter.
Zum Jahresbeginn 2015 wurde die bis dato benutzte USPC Klassifikation durch die CPC Klassifikation ersetzt. Neu angemeldete Patente werden somit seit Januar 2015 nur noch mittels der CPC klassifiziert. Eine Ausnahme stellen dabei Patente für Saat- und Pflanzengut als auch Designpatente dar, diese werden weiterhin nach USPC klassifiziert.
DWPI Classification (Derwent World Patents Index Classification)
DWPI Classification ist ein einfaches Klassifikationssystem, mit dem Patentdokumente aus den Bereichen Chemie, Ingenieurwesen und Elektronik kategorisiert werden. Diese Arbeit wird von Mitarbeitern des Unternehmens Thomson Reuters durchgeführt.

## Übersicht der einzelnen Patentklassifikationen
| Patentklassifikation                           | IPC                                                                                              | ECLA                      | CPC        | DEKLA                                                              | FI                                      | F-term                                  | USPC                                                         | DWPI Classification                |
| Erstellung der Klassifikation                  | International durch die Mitglieder Straßburger Abkommens und das EPA. Verwaltung durch die WIPO. | EPA                       | EPA, USPTO | DPMA                                                               | JPO                                     | JPO                                     | USPTO                                                        | Thomson Reuters                    |
| Abdeckung der technischen Gebiete              | gesamt                                                                                           | gesamt                    | gesamt     | gesamt                                                             | gesamt                                  | ca. 70 % der IPC                        | gesamt                                                       | Chemie, Ingenieurwesen, Elektronik |
| Abdeckung der Länder                           | > 100                                                                                            | PCT-Minimum Dokumentation | unbekannt  | AT, CH, DE, EP, FR, GB, JP, US, WO                                 | JP                                      | JP                                      | US                                                           | 41                                 |
| Nutzung bis                                    | heute                                                                                            | 31.12.2012                | heute      | heute                                                              | heute                                   | heute                                   | Januar 2015                                                  | heute                              |
| Zeitliche Abdeckung                            | bibl.: ab ca. 1975, rekl.: hauptsächlich ab 1920;2                                               |                           | unbekannt  |                                                                    | ab 1912/1914                            | ab 1912/1914                            | ab 1940                                                      | ab 1974                            |
| IPC oder Erweiterung der IPC                   | ja                                                                                               | ja                        | ja         | ja                                                                 | ja                                      | nein                                    | nein                                                         | nein                               |
| Anzahl der Unterteilungen (ca.)                | > 76.000                                                                                         | 160.000                   | 250.000    | 110.000                                                            | 190.000                                 | 340.000                                 | 130.000                                                      | 291                                |
| Revisionszyklen                                | seit 2009 jährlich zum 1. Januar                                                                 | monatlich                 | unbekannt  | DEKLA Untergruppen: täglich möglich, IPC-Bestandteile: wie die IPC | 2 Jahre                                 | 1 Jahr                                  | 2 Monate                                                     |                                    |
| Reklassifizierung                              | bibl.: nein, rekl.: ja2                                                                          | ja                        | unbekannt  | ja;3                                                               | ja                                      | ja                                      | ab 1940                                                      |                                    |
| Recherche in nicht-kommerziellen Datenbanken;4 | DEPATISnet, Espacenet, PATENTSCOPE                                                               |                           | Espacenet  | DEPATISnet                                                         | J-PlatPat - Patent/Utility Model Search | J-PlatPat - Patent/Utility Model Search | USPTO Patent/Patent Application Full-text and Image Database | nein                               |

2bibl. = bibliographische IPC, rekl. = reklassifizierte IPC.

3Reklassifizierung nach IPC-Revisionen erfolgt nur teilweise.

4Bei Datenbank-Recherchen sollten Sie die zeitliche und Länder-Abdeckung der jeweiligen Datenbank beachten.

## Weitere Schutzrechts-Klassifikationen
Für andere Schutzbereiche des Geistigen Eigentums gibt es andere Klassifikationen: die Internationale Klassifikation von Waren und Dienstleistungen (Nizza-Klassifikation, siehe auch Markenklassifikation), die Internationale Klassifikation der Bildbestandteile von Marken (Wiener Klassifikation) und die Internationale Klassifikation für gewerbliche Muster und Modelle Locarno-Klassifikation.

### Verzeichnisse der Patentklassifikationen
- IPC (der von der WIPO herausgegebene Originaltext des IPC-Verzeichnis in Englisch und Französisch)
- IPC / DEKLA (deutsche Übersetzung des IPC-Verzeichnis mit anzeigbaren Originaltexten)
- CPC (CPC-Verzeichnis auf der Website des EPA)
- FI / F-term
- FI / F-term (Klassifikationsseite des JPO)
- FI / F-term (die aus dem vorherigen Eintrag aufrufbaren FI- und F-term Klassifikationen (Wechsel in die englische Version möglich))
- USPC
- DWPI Classification System

### Datenbanken
Datenbanken, die eine Patentrecherche ausgehend von Klassifikationssymbolen ermöglichen.
- Espacenet (IPC-, CPC-Recherche von Patentdokumenten)
- DEPATISnet (IPC-, DEKLA-Recherche von Patentdokumenten)
- PATENSCOPE (IPC-, CPC-Recherche von Patentdokumenten)
- J-PlatPat - Patent/Utility Model Search (FI-, F-term-Recherche von JP-Patentdokumenten (Wechsel in die englische Version möglich))
- IPDL (FI-, F-term-Recherche von JP-Patentdokumenten)
- USPTO Patent/Patent Application Full-text and Image Database (USPC-, IPC-Recherche von US-Patentdokumenten)